# Ла-Меса
Ла Меса (исп., англ. La Mesa) — город в округе Сан-Диего, в штате Калифорния, США.

## География
Город Ла-Меса находится на крайнем юго-западе Калифорнии, у границы с Мексикой и рядом с побережьем Тихого океана. Здесь встречаются федеральные трассы Interstate 8, California State Routes 94 и California State Routes 125. В переводе с испанского языка La Mesa означает «стол». или «плато», соответствующее расположению города на плоской равнине.

## Демография
По данным переписи населения США 2010 года численность населения составляла 57065 человек. Плотность населения 2.773,3 человек на квадратный км. Расовый состав: 54,1 % белые, 27 % латинос, 5,8 % азиаты, 8 % чернокожие, 0,8 % коренных американцев, 0,6 % гавайцы и выходцы с тихоокеанских островов, 11,6 % другие расы.
Среди различных возрастных групп дети и юношество до 18 лет составляют 19,6 % от всех жителей, люди преклонного возраста от 65 лет и старше — 14,2 %.

## Известные личности
В городе Ла-Меса родились музыканты Дэйв Мастейн и Стив Роуч, баскетболист Билл Уолтон, а также астронавт Фредерик У.Стеркоу.